# Dedemsvaartsche Stoomtramweg-Maatschappij

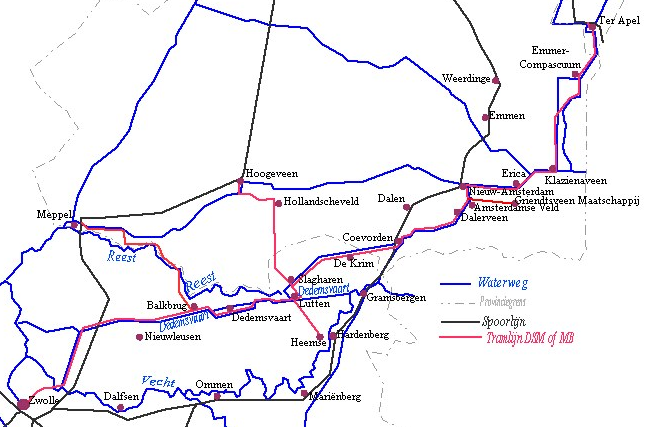
Lijnen van de DSM in Noordoost-Overijssel en Zuidoost-Drenthe

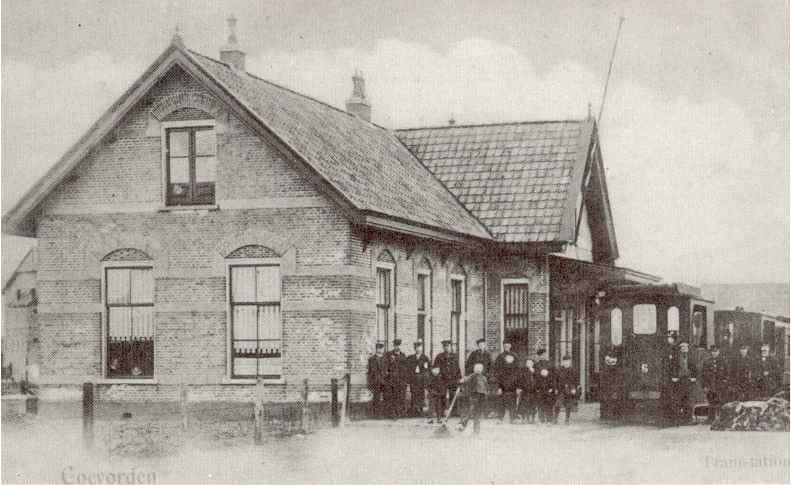
Tramstation Coevorden in 1906

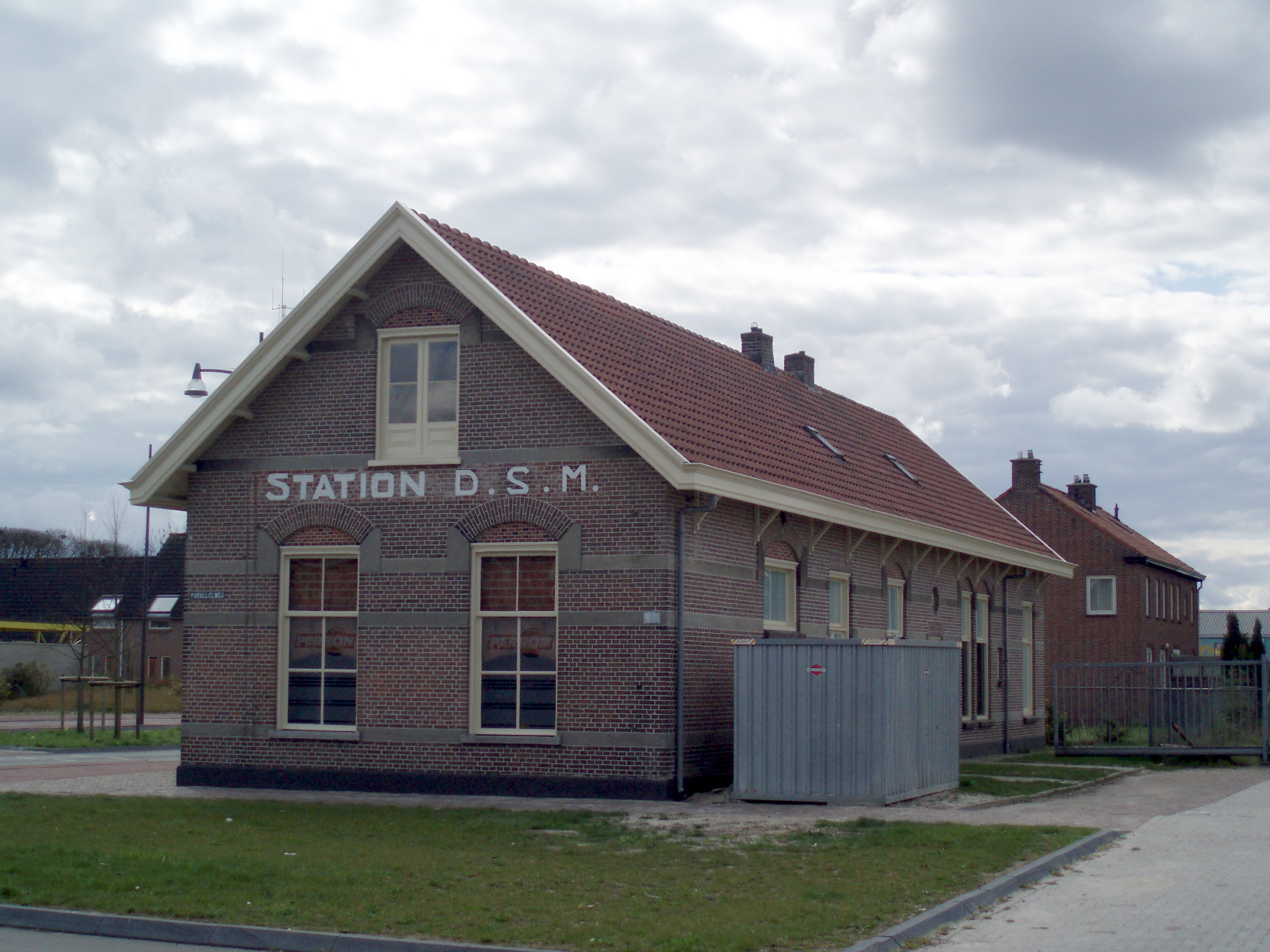
Tramstation Coevorden in 2007

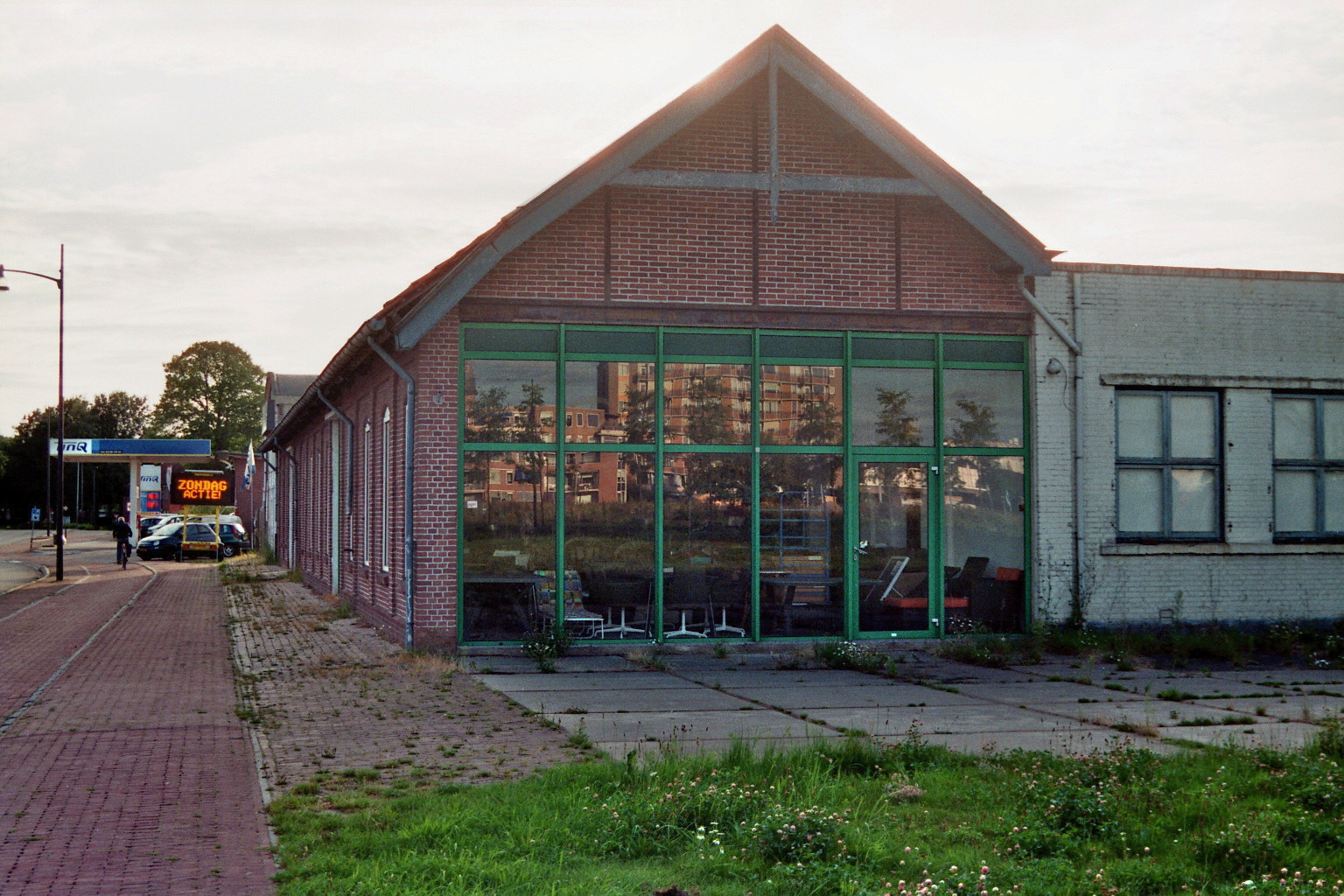
Voormalige locomotiefremise van de Dedemsvaartsche Stoomtramweg-Maatschappij (DSM) in Coevorden even ten westen van het voormalige DSM station aan de Krimweg

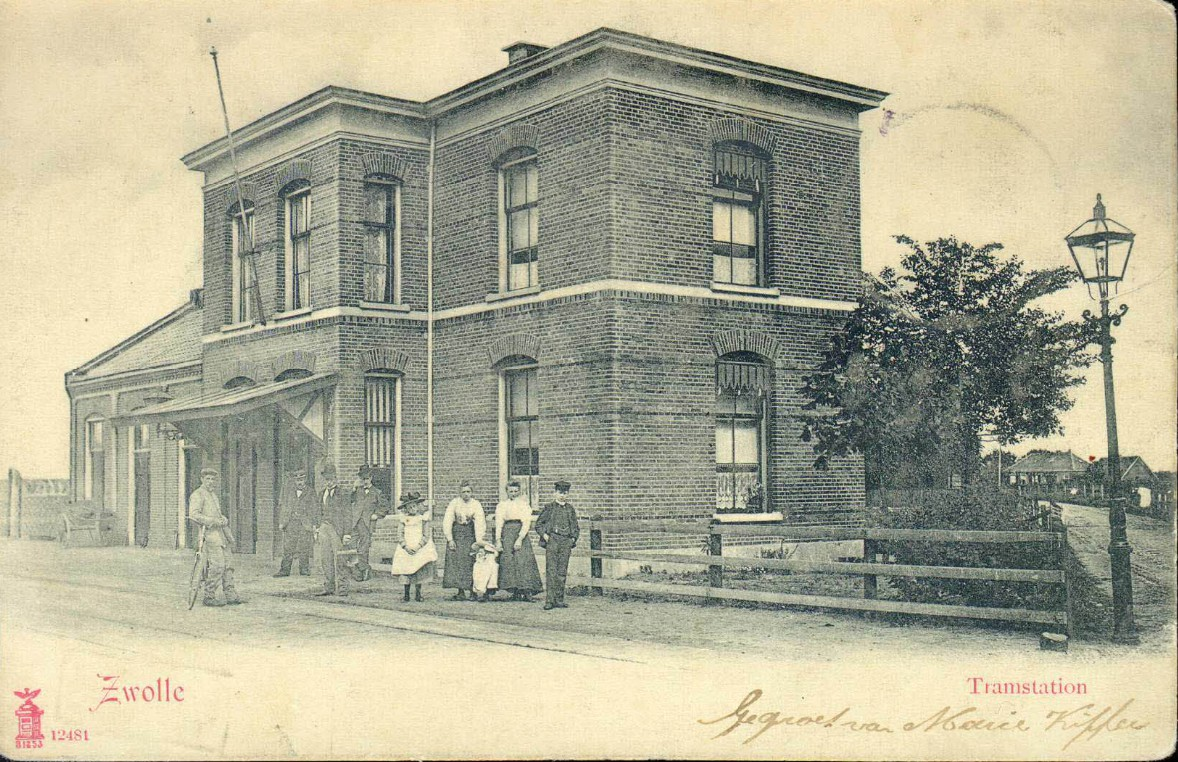
Tramstation Vlasakkers aan de Meppelerstraatweg in Zwolle

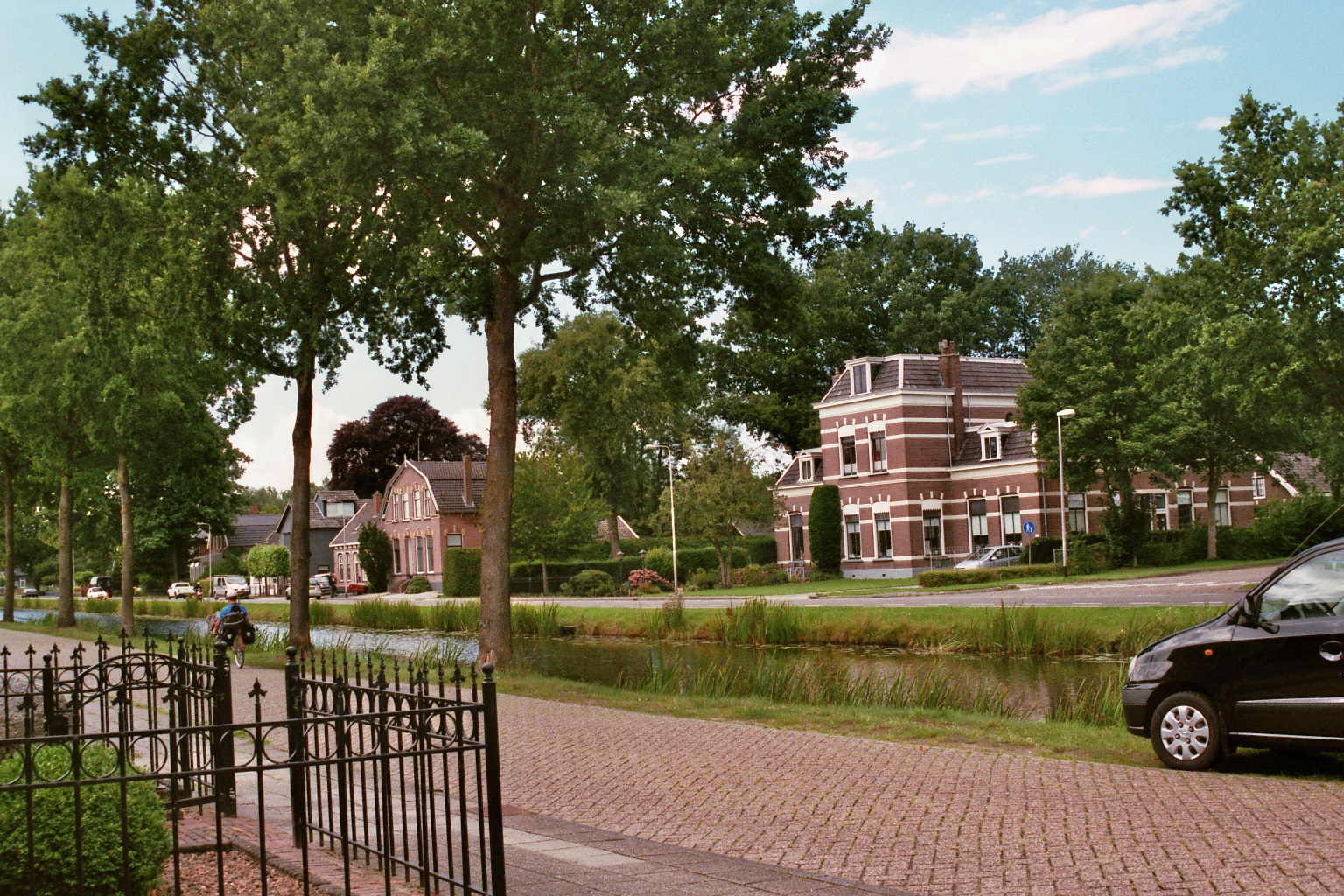
Voormalig hoofdkantoor van de Dedemsvaartsche Stoomtramweg-Maatschappij in Dedemsvaart

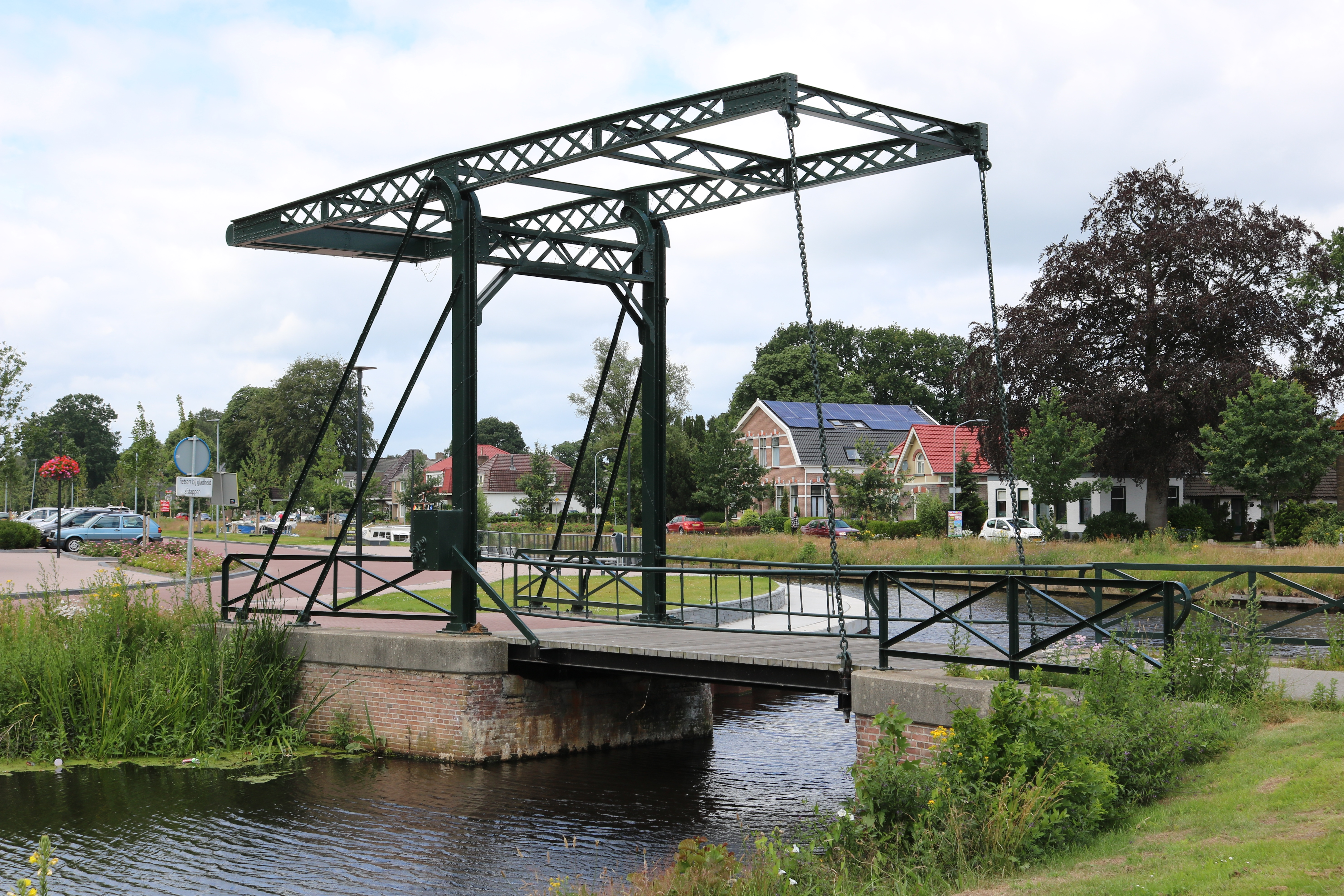
De voormalige trambrug in Nieuw-Amsterdam (op de tramlijn richting Erica) dateert uit 1920 en is een gemeentelijk monument

De Dedemsvaartsche Stoomtramweg-Maatschappij (afgekort DSM) was een bedrijf dat het vervoer van personen en goederen per stoomtram in Noordoost-Overijssel en Zuidoost-Drenthe verzorgde. Het bedrijf werd in 1885 opgericht en fuseerde in 1936 met de EDS. De stoomtramlijnen werden in 1947 opgeheven. De tramlijnen hadden een spoorwijdte van 1067 mm (het zogenoemde "kaapspoor").

## Oprichting en opbouw van de lijnen
In 1884 vroeg J.D. Ruys Tzn een concessie aan bij de provincie Overijssel voor de aanleg en exploitatie van een stoomtramlijn langs het kanaal de Dedemsvaart dat van Hasselt naar de Overijsselse Vecht bij Gramsbergen liep. Op 27 januari 1885 werd de eerste vergadering gehouden om te komen tot de oprichting van de Dedemsvaartsche Stoomtramweg-Maatschappij N.V. in Hotel Steenbergen in Dedemsvaart. In juni van dat jaar werd de oprichtingsakte getekend en werd de concessie die J.D. Ruys had verkregen opnieuw aangevraagd voor de DSM. Directeur werd Arend Plomp, een civieltechnisch ingenieur die ook de nieuwe aanvraag had voorzien van en nieuw tracé. Jhr. mr. G.C. Junius van Hemert werd president-commissaris van de nieuwe onderneming.
In 1886 werd de eerste tramlijn aangelegd tussen het station Dedemsvaart SS, dat lag op de plek waar de Staatsspoorwegenlijn Zwolle - Meppel de Dedemsvaart kruiste, naar het tramstation Avereest, dat lag in het dorp Dedemsvaart. Al snel werden er meer lijnen aangelegd. Uiteindelijk bereikte het DSM-net zijn grootste omvang in 1907, toen het gedeelte Emmer-Compascuum - Ter Apel van de tramlijn Coevorden - Ter Apel werd geopend.
Ter Apel zou op den duur uitgroeien tot een heus knooppunt voor spoor- en tramwegen. De Eerste Drentsche Stoomtramweg-Maatschappij (EDS) legde daar later een station en emplacement aan en in 1915 deed de Stoomtramweg-Maatschappij Oostelijk Groningen (OG) hetzelfde. In 1925 werd een verbinding gelegd tussen de tramlijnen van de DSM en OG, zodat een netwerk ontstond dat zich uitstrekte van Zwolle tot aan Delfzijl. Ter Apel zou als knooppunt nog verder uitgroeien doordat de N.V. Gronings-Drentsche Spoorwegmaatschappij Stadskanaal-Ter Apel-Rijksgrens (STAR) daar in 1924 een spoorwegstation opende.

### DSM-lijnen
- Zwolle - Coevorden, geopend tussen 1886 en 1897
- Lutten - Heemse, geopend in 1886
- Slagharen - Hoogeveen, geopend tussen 1905 en 1906
- Coevorden - Ter Apel, geopend tussen 1899 en 1907

Daarnaast exploiteerde de DSM de tramlijn Meppel - Balkbrug, geopend in 1908 door de Spoorwegmaatschappij Meppel-Balkbrug.

## Ontwikkeling van het vervoer
In het begin was het goederenvervoer beperkt, maar doordat de lijnen zich uitbreidden richting Zwolle en vooral richting de Drentse veenkoloniën groeide dit erg sterk. Na 1911 was zo'n 60-70 procent van de inkomsten afkomstig van het goederentransport. 1915 was een topjaar wat betreft goederenvervoer, toen werd er 236.435 ton vervoerd. In de late jaren twintig vervoerden zij gemiddeld 104.000 ton waarvan 41.000 ton turfstrooisel.
Het werd door de DSM aangevoerd over de 7 kilometer lange lijn van de Griendtsveen Turfstrooisel Maatschappij die van de fabriek van veenontginningsmaatschappij naar het station Amsterdamscheveld leidde. Deze lijn werd in 1911 geopend. Het werd vervoerd in een dagelijkse tram die via Coevorden en Dedemsvaart naar Zwolle ging. Deze trams waren aan het begin van de rit van Nieuw Amsterdam naar Coevorden 15 wagens lang. In Coevorden werd turfstrooisel overgeslagen op wagens van de Bentheimer Eisenbahn (BE). Ook in Dedemsvaart werd er turfstrooisel overgeslagen. In 1912 bouwde de gemeente Zwolle bij de Diezerkade een houten lossteiger waar met portaalkranen het turfstrooisel van de trams overgeslagen kon worden in schepen. Deze steiger werd door de DSM gehuurd. De schepen brachten het turfstrooisel uiteindelijk naar Amsterdam en Groot-Brittannië.
De DSM nam ook wagens mee voor bepaalde klanten, zoals een kolenhandel in De Krim. Voor het pand van de kolenhandel werd de wagen afgekoppeld, waarna de tram weer doorreed. Na het lossen van de wagen werd hij door de kolenhandelaar met de hand geduwd naar de halte waar een rangeerspoor was. Met de volgende tram kon de lege wagen weer mee.
Het personenvervoer kreeg op den duur steeds meer concurrentie. Zo werd in 1905 begonnen met de aanleg van de lijn van de Noordoosterlocaalspoorweg-Maatschappij van Zwolle via Dalfsen, Ommen, Mariënberg, Hardenberg en Coevorden naar Emmen en verder, waarover een lokaaltrein ging rijden. Maar ook hadden de trams te lijden van de opkomst van de fiets, want zo snel gingen ze niet. De trams mochten namelijk niet harder dan 20 km/h rijden. Een rit van Zwolle naar Coevorden, die zonder overstappen gemaakt kon worden, duurde drie en een half uur. In 1925 kreeg de DSM toestemming om de snelheid van de trams te verhogen tot 35 km/h. Veel snelheidswinst leverde dat niet op, want in de bebouwde kom bleef de maximumsnelheid 10 tot 20 km/h, net als op bewegende delen van het spoor zoals wissels. Bovendien hadden de sporen veel last van bodemverzakkingen, zodat het niet verantwoord was om overal harder te gaan rijden. Ontsporingen kwamen ook wel voor.
Vanaf 1924 begon de DSM met het inzetten van bussen. Met ingang van de winterdienstregeling van 1933/1934 werd al het personenvervoer met behulp van bussen verricht. Gedurende de Tweede Wereldoorlog kwam het personenvervoer per stoomtram weer op gang, maar dat bleek maar een tijdelijke opleving.
Na 1931 zakte het transport van turfstrooisel sterk in zodat in 1934 dit nog maar 6.000 ton bedroeg, terwijl het overige goederenvervoer nog maar 29.000 ton omvatte. De onderneming kwam in grote financiële moeilijkheden.

## Fusie en opheffing van de lijnen

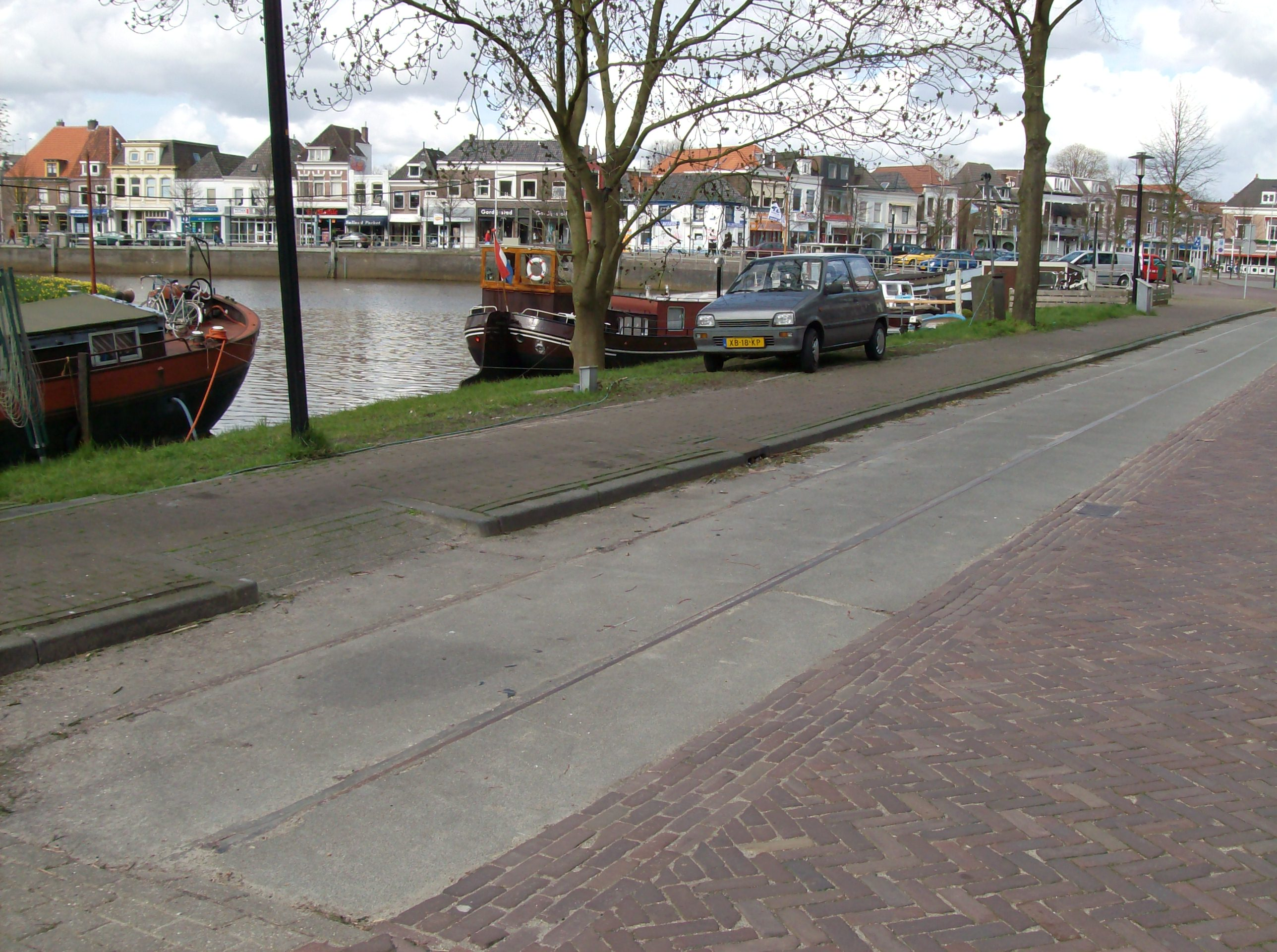
Stukje spoorweg als gedenkteken in Zwolle

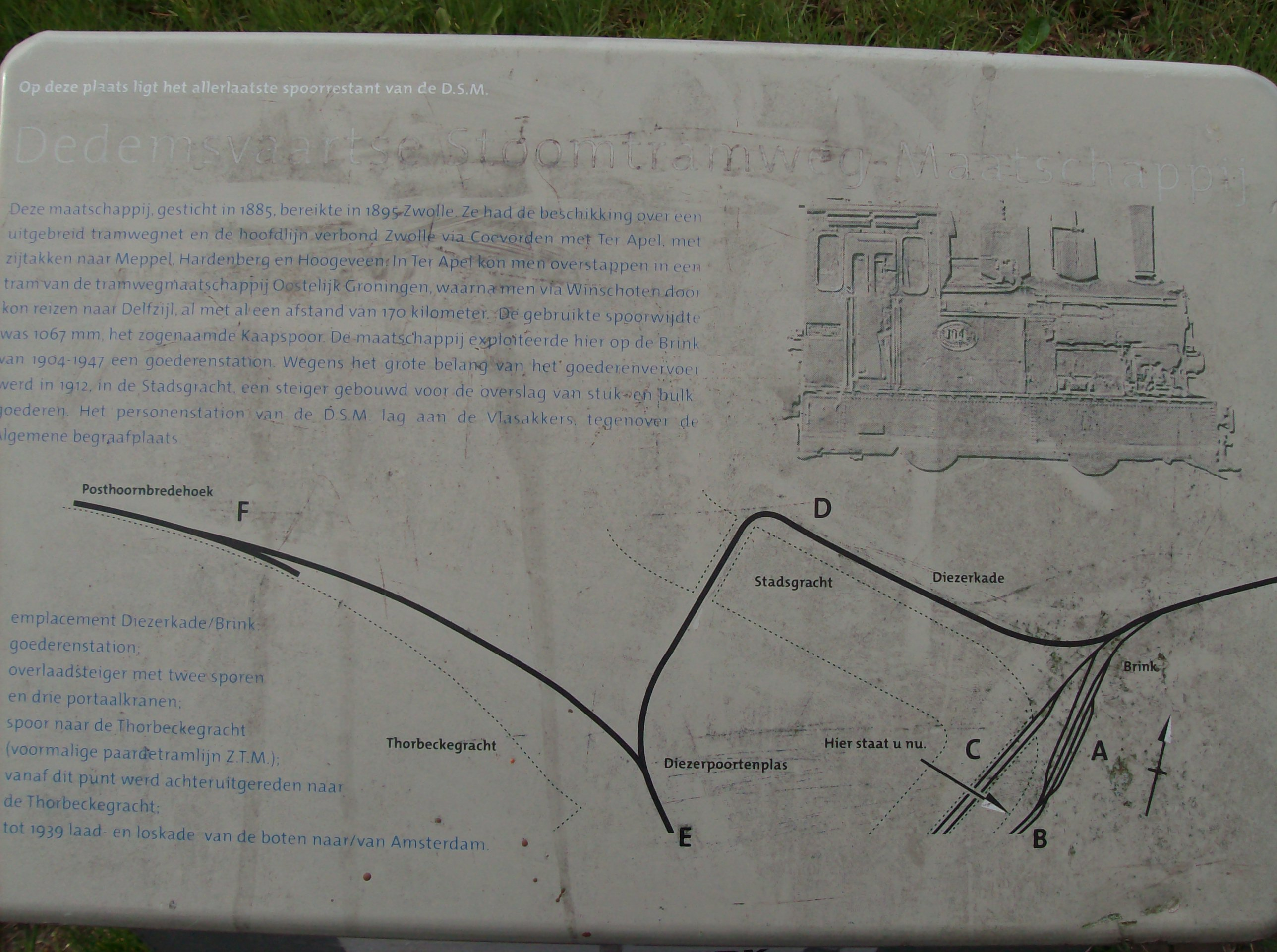
Informatiebord over de DSM

In 1936 werd de exploitatie van het lijnennet van de DSM overgenomen door de Eerste Drentsche Stoomtramweg-Maatschappij (EDS), die de zeggenschap kreeg over de onderneming. In 1937 werd de lijn Heemse - Lutten opgeheven en bestond het tramvervoer op de lijn Hoogeveen - Slagharen alleen nog uit zandvervoer. In 1939 werd deze lijn opgeheven. In 1940 volgde de lijn Klazienaveen - Ter Apel. De Tweede Wereldoorlog zorgde nog voor een opleving van het trambedrijf op de resterende lijnen. Veel bussen werden door de bezetter geconfisqueerd, waardoor de stoomtram weer belangrijk werd. Na de bevrijding zakte het echter weer in. In 1947/1948 werd het vervoer per stoomtram definitief beëindigd en werden de resterende lijnen opgebroken. 
Als gedenkteken aan de voormalige DSM ligt er een kort stukje spoor langs de Stadsgracht nabij de Brink in Zwolle.

## Rollend materieel
De DSM heeft in de loop der jaren 36 locomotieven aangeschaft. Vele locomotieven hadden een kenmerkend vierkant model en waren gebouwd door de Machinefabriek Breda. Andere waren ontworpen door ir. Verhoop. De maatschappij heeft 210 goederenwagens gehad en 24 personenrijtuigen. In 1895 werden de eerste personenrijtuigen aangeschaft die verwarmd konden worden. De wagens werden gedeeltelijk besteld, maar de DSM bouwde ook zo'n vijftig stuks zelf. De wagens werden uitgerust met bekerkoppelingen. In 1907 kwamen nieuwe wagens in dienst die waren uitgerust met Vicinauxkoppelingen. Tussen 1909 en 1914 werden de vierassige wagens voorzien van dit type koppelingen. De meeste tweeassers zijn echter in dit opzicht ongewijzigd gebleven. Om toch trams te kunnen samen stellen bestaande uit wagens met verschillende typen zijn de Vicinauxkoppelingen voorzien van een lummel die paste in de bekerkoppeling.
Naast het eigen materiaal reed de DSM op de lijn Meppel – Balkbrug met materieel van de maatschappij van die lijn.

## Museummaterieel

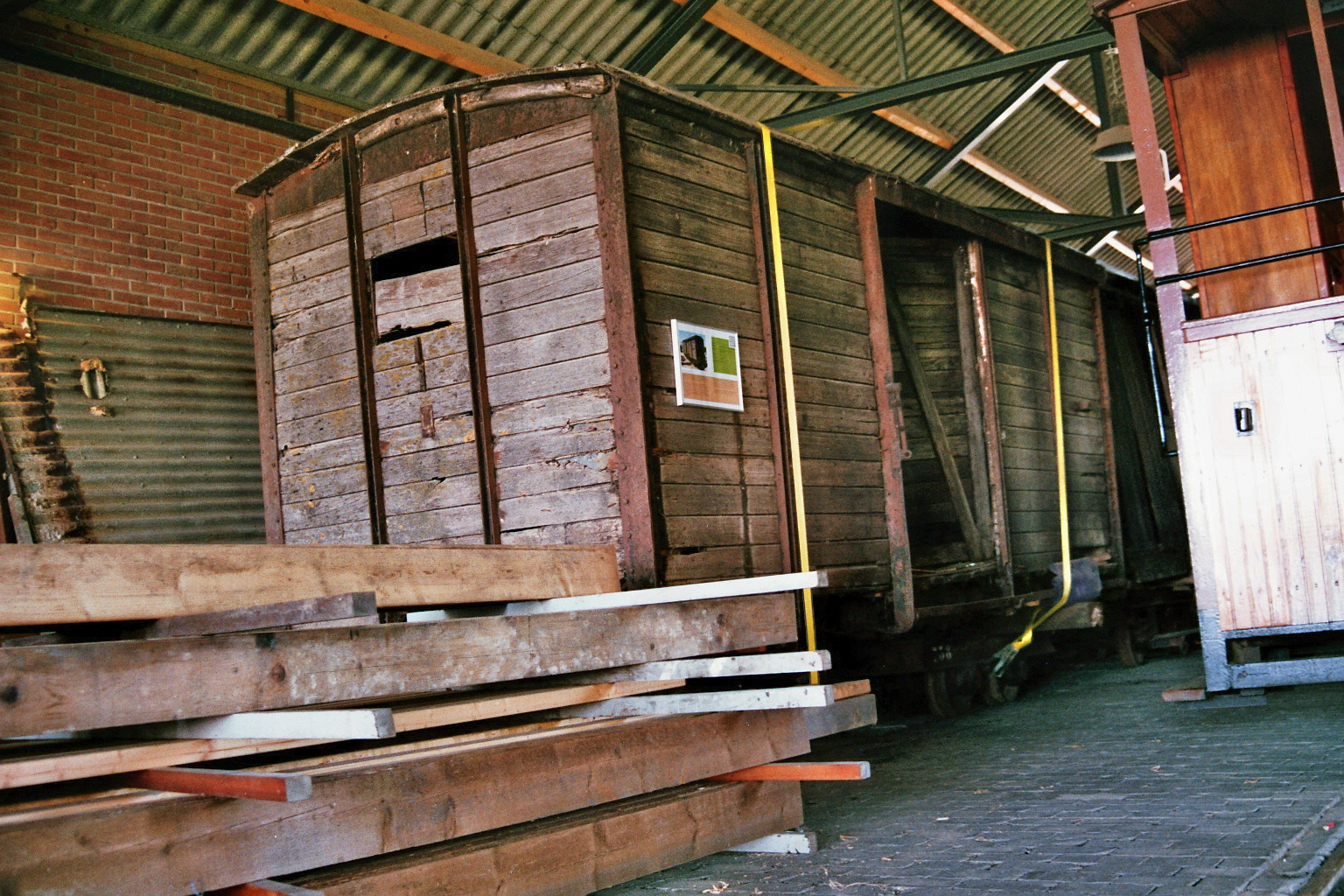
Gesloten goederenwagen van de DSM uit 1907 bij het Nationaal Smalspoormuseum

. Gesloten goederenwagen E 33 (niet bedrijfsvaardig maar wel geheel hersteld), bij de Stichting Ni'jluusen van Vrogger, Museum Palthehof te Nieuwleusen
- Gesloten goederenwagen EE 12 (niet bedrijfsvaardig), bij de SHM
- Rongenwagen (van de serie H 9, H 12-31) met het latere nummer RTM 883, te Ouddorp in het RTM-museum (in de museumtijd verbouwd met zwaardere draaistellen en stalen vloer)
- Gesloten goederenwagen E30, E31 of E32 (niet bedrijfsvaardig), bij het Nationaal Smalspoormuseum. De in Ommen aangetroffen wagenbak is in 2009 overgebracht naar het museum.[2][3]